# Sedaví
Sedaví è un comune spagnolo di 8 457 abitanti situato nella comunità autonoma Valenciana. Trovasi presso l'estuario del fiume Turia che la divide dalla confinante Valencia.